# Rebel Cheer Squad
Rebel Cheer Squad (bra: Ninguém Mandou Se Meter com a Gente; prt: Claques Rebeldes: Uma Série Get Even) é uma série de televisão britânica de suspense adolescente que estreou no BBC iPlayer em 14 de fevereiro de 2022. A série é um spin-off de Get Even (2020), ambas adaptadas por Holly Phillips da franquia de livros Don't Get Mad de Gretchen McNeil. Rebel Cheer Squad, assim como a série antecessora, concentra-se em um grupo de alunas que formam um grupo para expor os valentões da escola.

## Elenco

### Principal
- Renee Bailey como Leila Harris
- Amelia Brooks como Grace Ellington
- Lashay Anderson como Clara Harris
- Ashling O'Shea como Rumi Joshi
- Elliott Wooster como Sam

### Recorrente
- Asha Banks como Brooke
- Kat Ronney como Viola
- Don Gilet as Coach Harris
- Aaron Garland como Reece
- Olivia-Mai Barrett como Meg "Mouse" Beeman
- Ramanique Ahluwalia como Jess
- Ryan Quarmby como Miles
- Kirsty Hoiles como Sr.ª Carson
- Niyi Akin como Evan

### Convidado
- Jessie Mae Alonzo como May
- Jake Dunn como Christopher

## Episódios
| N.º | Título                     | Dirigido por    | Escrito por             | Exibição original       |
| --- | -------------------------- | --------------- | ----------------------- | ----------------------- |
| 1 | "Get Going" "Episódio 1"   | Claire Tailyour | Holly Phillips          | 14 de fevereiro de 2022 |
| Depois que a líder de torcida May anuncia sua decisão de deixar o time e o colégio Bannerman, as colegas Grace, Clara e Rumi decidem investigar as chances de bullying dentro da escola. Grace, que concorre à presidência da escola, garante aos eleitores que priorizaria tornar a escola um lugar seguro após a partida de May. Leila, irmã e companheira de time de Clara, desmaia durante a performance do time. Grace, Clara e Rumi concluem que ela foi drogada através de seu frasco e prometem encontrar o culpado por meio de táticas de investigação usadas por suas antecessoras, no DGM (em português: GDM). Elas tentam recuperar o frasco dela e descobrem que ele foi levado, e concordam em ver as imagens do CCTV.                                      |                            |                 |                         |                         |
| 2 | "Get Bad" "Episódio 2"     | Claire Tailyour | Sameera Steward         | 14 de fevereiro de 2022 |
| Depois de obter acesso às imagens do CCTV e saber que a colega de equipe Viola estava perto do frasco de Leila, elas presumem que foi ela quem drogou Leila, nomeando o suspeito de "X". O GDM obtém provas em vídeo de uma colega de time intimidadora Mouse e envia o vídeo para toda a escola, fazendo com que ela fosse expulsa pela Sr.ª Carson. No entanto, Clara percebe mais tarde que Viola pode não ter sido responsável por isso. Mais tarde, o GDM é avisado pelo sistema de alto-falantes de Bannerman, dizendo-lhes para tomarem cuidado. |                            |                 |                         |                         |
| 3 | "Get Messy" "Episódio 3"   | Claire Tailyour | Shazia Rashid           | 14 de fevereiro de 2022 |
| Enquanto limpavam os banheiros juntas como parte de um programa de detenção, Jess diz a Rumi que ela é uma "Maria vai com as outras", apontando que ela faria qualquer coisa para agradar as pessoas. Rumi então decide fazer um teste para a torcida do colégio Bannerman e, por ser uma dançarina de balé treinada, ela usa suas habilidades e é aceita no time. Grace concorda em ter um encontro romântico com Miles e os dois se beijam. Depois, ela vai até a casa de Evan para avisá-lo que Reece pode querer machucá-lo no próximo jogo de rúgbi. Um carro chega em sua casa, mas sai em alta velocidade quando o motorista vê Grace. |                            |                 |                         |                         |
| 4 | "Get Closer" "Episódio 4"  | Claire Tailyour | Dan Braham              | 14 de fevereiro de 2022 |
| Depois que o GDM descobre que o carro pertence a Reece, elas começam a monitorar os movimentos dele pela escola. Elas o ouvem afirmando que deseja substituir Evan como capitão do time de rúgbi, o que Grace diz a Evan. Os dois brigam enquanto jogam rúgbi, mas acabam se reconciliando. Ao sair da partida, outra mensagem anônima é reproduzida nos alto-falantes da escola. A tinta então começa a derramar sobre os alunos do gênero masculino nos chuveiros do vestiário. O GDM corre para a sala do microfone para ver quem está por trás da mensagem, apenas para encontrar uma mensagem pré-gravada de um ditafone tocando. |                            |                 |                         |                         |
| 5 | "Get Dressed" "Episódio 5" | Nigel Douglas   | Karissa Hamilton-Bannis | 14 de fevereiro de 2022 |
| Sam usa maquiagem brilhante para ir à escola, o que o coloca em apuros devido ao código de vestimenta. Reece então faz um comentário homofóbico para Sam que o inspira a usar saia. Sam recebe outra punição da Sr.ª Carson, então incentivando o GDM fazer com que toda a escola desafie o código de vestimenta em apoio a Sam. Ela então muda o código de vestimenta para ser mais inclusivo. Rumi entra em uma prestigiada escola de balé, mas conta aos pais que não foi aceita porque não quer mais fazer balé. Rumi conta a Jess sobre seus medos de se assumir para sua família, e devido a ter um relacionamento anterior difícil com uma garota enrustida, Jess diz a Rumi que ela não quer continuar o relacionamento delas.                                    |                            |                 |                         |                         |
| 6 | "Get Caught" "Episódio 6"  | Nigel Douglas   | Sameera Steward         | 14 de fevereiro de 2022 |
| Rumi informa aos pais que foi aceita na escola de balé, mas que não quer fazer, ao que eles aceitam seu desejo. Rumi diz a Jess que ela contou a verdade aos pais e a convida para um encontro. Uma postagem anônima é compartilhada sobre Rumi mentindo para as pessoas sobre como entrar na escola de balé e, em seguida, em um evento da escola, é exibido um vídeo sobre a Bannerman ser uma escola ruim. O GDM organiza uma noite de estudos na qual Mouse pergunta se ela pode ser convidada, mas quando ela chega na casa de Grace, elas se esquecem da noite de estudos devido a uma reunião de emergência sobre X. Mouse as ouve conversando e acidentalmente revela um detalhe sobre X que não era de conhecimento público, revelando-se ser a autora do crime. |                            |                 |                         |                         |
| 7 | "Get Mad" "Episódio 7"     | Nigel Douglas   | Holly Phillips          | 14 de fevereiro de 2022 |
| Mouse explica que o motivo de seus esquemas foi manchar a reputação da Bannerman devido à falta de apoio quando ela foi intimidada por Viola. Ela pergunta se pode fazer parte do GDM, e elas aceitam, com o plano de reunir secretamente evidências para expor Mouse. No entanto, Mouse suspeita que elas estão mentindo para ela e destrói todas as evidências que a ligam a ser X. Quando ela as ouve falando sobre desmascará-la, Mouse planta drogas para melhorar o desempenho no escritório do treinador Harris e registra um relatório policial anônimo. Ele é levado para interrogatório enquanto Mouse observa presunçosamente. |                            |                 |                         |                         |
| 8 | "Get Even" "Episódio 8"    | Nigel Douglas   | Holly Phillips          | 14 de fevereiro de 2022 |
| A torcida da Bannerman foi desqualificada por potencialmente ter tomado drogas para melhorar o desempenho, apesar dos argumentos de que o técnico Harris é inocente. O GDM descobre que Mouse está vingando seu irmão Christopher, que foi acusado de assassinato e não foi apoiado pela Bannerman. O GDM se encontra com ele para informá-lo sobre as maldades de Mouse, mas Mouse distorce a história para fazer Christopher ficar do lado dela. No entanto, Rumi coloca um dispositivo de escuta em sua bolsa e Mouse admite a Christopher que ela está por trás dos crimes. O GDM reproduz o áudio na competição de torcida e então elas podem competir; elas acabam vencendo a competição.                                                                           |                            |                 |                         |                         |

## Produção

### Desenvolvimento
Após o lançamento de Get Even no BBC iPlayer em 2020, a produção de uma série subsequente no mesmo universo começou um ano depois. A BBC confirmou que a série, intitulada Rebel Cheer Squad, seria ambientada na mesma escola com as alunas de Get Even já formadas e o DGM/GDM sendo inspiração para as novas alunas da Bannerman School. A BBC deu a entender que a série seguiria as amigas e líderes de torcida Grace, Clara e Rumi se tornando o novo GDM para buscar justiça na escola, ao mesmo tempo que "vivenciaria as reviravoltas da vida adolescente". A Bustle observou que alguns fãs de Get Even esperavam por uma continuação da série, Rebel Cheer Squad ainda apresentaria o espírito da série anterior, apenas por meio de uma nova geração de alunas. Assim como Get Even, a série foi filmada na Bolton School, uma das maiores escolas particulares da Inglaterra.

Assim como Get Even, a série é baseada em um dos livros da franquia de livros Don't Get Mad da autora Gretchen McNeil. A série é uma coprodução entre a BBC, Netflix e Boat Rocker Studios. A série começou a ser exibida no CBBC em 14 de fevereiro de 2022, com lançamento simultâneo de todos os oito episódios no BBC iPlayer. A série foi distribuída internacionalmente na Netflix em 29 de julho de 2022.